# Carolina Hiller
Carolina Hiller (Prince George, 7 mei 1997) is een Canadese langebaanschaatsster.
In 2023 werd Hiller bij haar debuut op het WK afstanden in Heerenveen wereldkampioene op de teamsprint. Zij won haar gouden medaille samen met Brooklyn McDougall en Ivanie Blondin. Een jaar later prolongeerde ze samen met Ivanie Blondin en Maddison Pearman deze wereldtitel in eigen land (Calgary).

## Persoonlijke records
| Afstand    | Tijd    | Datum             | Baan    |
| ---------- | ------- | ----------------- | ------- |
| 500 meter  | 37,85   | 16 december 2022  | Calgary |
| 1000 meter | 1.15,90 | 8 oktober 2023    | Calgary |
| 1500 meter | 2.02,20 | 19 maart 2017     | Calgary |
| 3000 meter | 4.33,72 | 23 september 2016 | Calgary |

(laatst bijgewerkt: 8 oktober 2023)

## Resultaten
| Jaar | WK Afstanden          |
| ---- | --------------------- |
| 2023 | 12e 500m · teamsprint |
| 2024 | 20e 500m · teamsprint |